# تدفق النفط في بالاخاني
تدفق النفط في بالاخاني (الأذربيجاني: Balaxanıda neft fontanı) هو فيلم أبيض وأسود وثائقي أخرجه رائد السينما في أذربيجان ألكسندر ميشون ، تم تصويره في 4 أغسطس 1898 في بالاخاني، باكو وتم تقديمه في معرض باريس الدولي. تم تصوير الفيلم باستخدام فيلم مقاس 35 ملم على مصور سينمائي لوميير ويعتبر أول فيلم في التصوير السينمائي الأذربيجاني. يصور انفجار بئر نفط في قرية بالاخاني في باكو.

## روابط خارجية
- تدفق النفط في بالاخاني على يوتيوب